# L'onesta segretaria (film 1923)
L'onesta segretaria (Lawful Larceny) è un film muto del 1923 diretto da Allan Dwan. Prodotto dalla Famous Players-Lasky Corporation, aveva come interpreti Hope Hampton, Conrad Nagel, Nita Naldi, Lew Cody, Russell Griffin, Yvonne Hughes, Dolores Costello, Gilda Gray.
La sceneggiatura è firmata da John Lynch. Il soggetto è tratto dal lavoro teatrale Lawful Larceny di Samuel Shipman che, nel 1922, ebbe un discreto successo a Broadway. Venne rappresentato per un totale di 190 repliche, in scena al Theatre Republic dal gennaio al giugno del 1922. Tra gli attori, anche Lowell Sherman che, nel 1930, fu il regista del remake prodotto dalla RKO Radio Pictures e interpretato da Bebe Daniels. Una versione sonora che sarebbe poi uscita in Italia anche questa con il titolo L'onesta segretaria.

## Trama
Mentre la moglie è assente, impegnata in un viaggio in Europa, Andrew Dorsey si mette a frequentare una sala da gioco tenuta da Vivian Hepburn e dal suo socio Guy Tarlow. Dovendo rimborsare una grossa somma persa al gioco, Dorsey cede alle pressioni di Vivian che gli chiede di ripagarlo con parte della sua azienda. Quando Dorsey confessa tutto alla moglie Marion, lei decide di prendere l'iniziativa e, fingendosi una ricca vedova, circuisce Tarlow, spingendolo a rubare la cassaforte di Vivian su cui, poi, lei mette le mani. Dopo aver recuperato i documenti e il denaro del marito, Marion restituisce tutto il resto alla furibonda, ma sconfitta, Vivian.

## Produzione
Il film fu prodotto dalla Famous Players-Lasky Corporation.

## Distribuzione
Il copyright del film, richiesto dalla Famous Players-Lasky Corp., fu registrato il 18 luglio 1923 con il numero LP19247.
Distribuito dalla Paramount Pictures, il film uscì nelle sale cinematografiche statunitensi il 2 settembre dopo essere stato presentato in prima a New York il 22 luglio 1923. Venne distribuito anche all'estero: in Spagna con il titolo Quien roba a un ladrón, in Italia con quello di L'onesta segretaria. In Finlandia, uscì il 24 maggio 1925.
Non si conoscono copie complete ancora esistenti della pellicola che viene considerata presumibilmente perduta, ne esistono ancora circa 6 minuti..